# Fenevîci, Ivankiv
Fenevîci (în ucraineană Феневичі) este localitatea de reședință a comunei Fenevîci din raionul Ivankiv, regiunea Kiev, Ucraina.

## Demografie
Componența lingvistică a localității Fenevîci
     Ucraineană (96,83%)
     Rusă (2,82%)
     Alte limbi (0,18%)
Conform recensământului din 2001, majoritatea populației localității Fenevîci era vorbitoare de ucraineană (96,83%), existând în minoritate și vorbitori de rusă (2,82%).